# Pexopsis buccalis
Pexopsis buccalis är en tvåvingeart som beskrevs av Louis-Paul Mesnil 1951. Pexopsis buccalis ingår i släktet Pexopsis och familjen parasitflugor. Inga underarter finns listade i Catalogue of Life.